# Webdiffusion

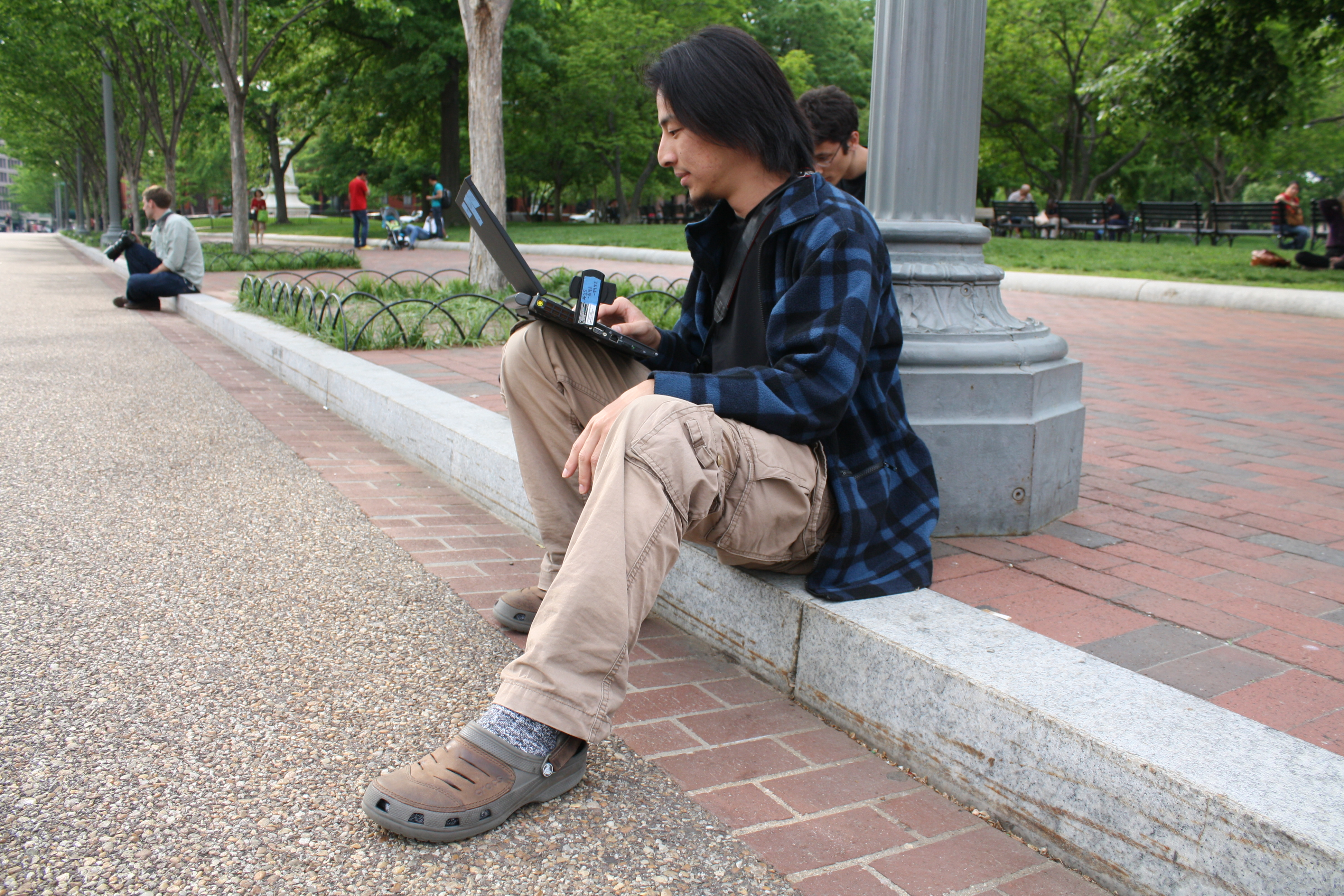
Homme qui diffuse quelque chose sur le web.

La webdiffusion (ou webcasting, mot anglais dont la traduction littérale est « diffusion sur le web ») désigne la diffusion de contenus audio et/ou vidéo sur Internet. La diffusion peut s'effectuer en flux continu ou en téléchargement.

## Terminologie
Selon le site de l'Office québécois de la langue française : « le terme webdiffusion proposé par l'OQLF en avril 1997, a été formé sur le modèle de radiodiffusion et de télédiffusion ». En France, la Commission générale de terminologie et de néologie a adopté les termes « diffusion systématique sur la toile » et « diffusion sur la toile » mais ces derniers ne semblent pas être passés dans l'usage courant. Par ailleurs, l'usage du W en minuscule ou en majuscule est encore flottant, tant en français qu'en anglais. L'utilisation de « web » comme préfixe servant à la création de termes français dérivés (comme webmestre) lui donne une dimension qu'il n'avait peut-être pas à l'origine et la minuscule a tendance à s'imposer.
On rencontre parfois l'appellation « pointcasting » pour désigner la webdiffusion. Elle dérive de PointCast, une des entreprises au cœur de la webdiffusion. Le terme anglais « netcasting », quant à lui, est associé à la compagnie Netscape et à son produit Netcaster. Ces deux termes sont donc à éviter car ils constituent une marque commerciale.

## Révision
La webdiffusion n'a pas grand-chose à voir avec les conférences web qui sont conçues pour l'interaction de plusieurs avec plusieurs,.
La diffusion sur le web est largement utilisée dans le secteur commercial pour les présentations des relations avec les investisseurscomme les assemblées générales annuelles, dans eLearning e-learning (de diffuser des séminairesséminaireset vidéos de formation),et pour les activités de communication connexes,.
La possibilité de diffuser sur le web en utilisant une technologie bon marché et accessible a permis aux médias indépendants de prospérer. De nombreuses émissions indépendantes bien connues sont diffuséesrégulièrement en ligne. Souvent créées par des citoyens ordinaires à leur domicile, elles couvrent une grande variété d'intérêts et de sujets. Les émissions en ligne liées à l'informatique, à la technologie et à l'actualité sont particulièrement populaires, et de nombreuses nouvelles émissions sont ajoutées régulièrement.
La webdiffusion diffère de la poddiffusion en ce sens que la webdiffusion se réfère à la diffusion en direct, tandis que la poddiffusion se réfère simplement à des fichiers multimédias hébergés sur Internet.